# Зоотельма

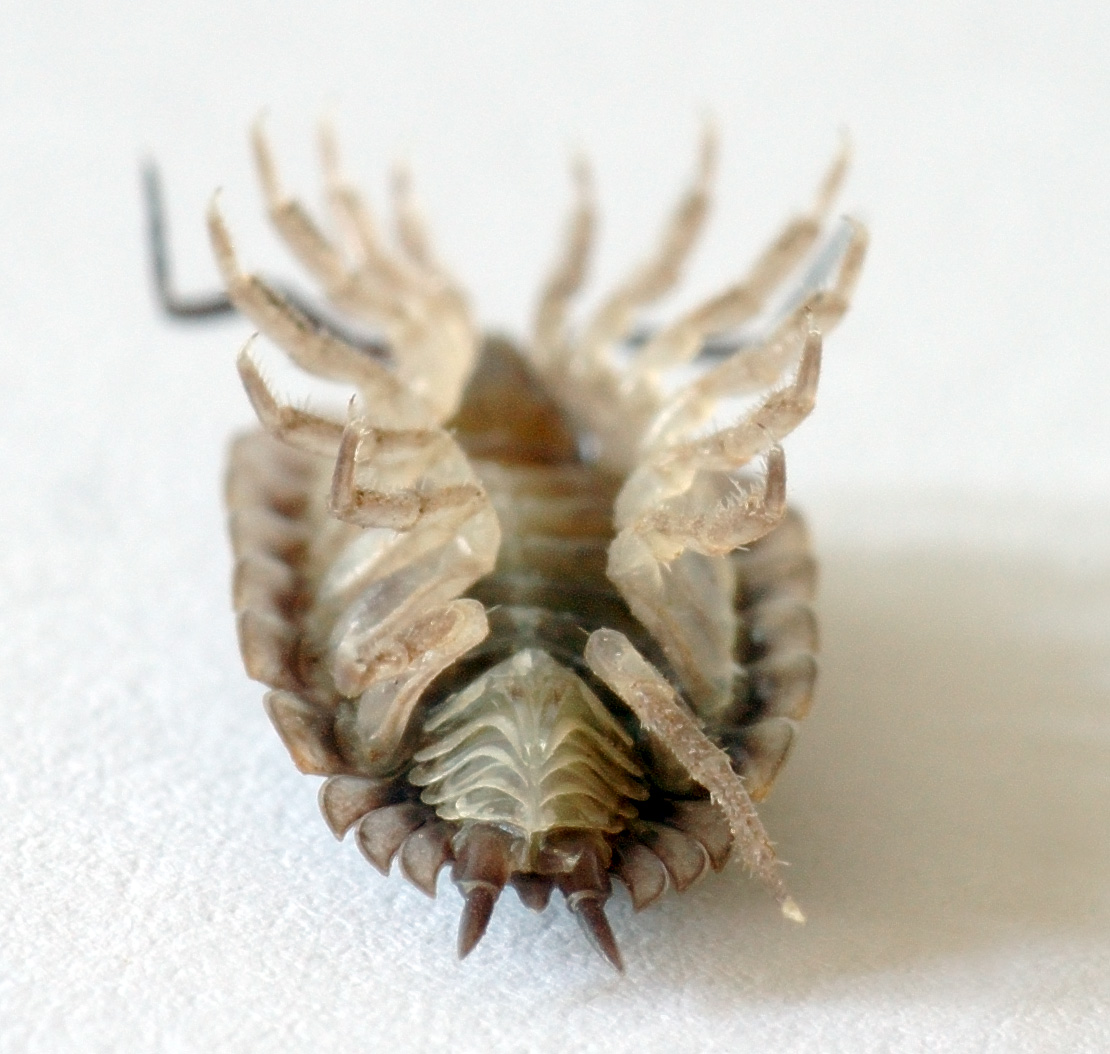
Пример зоотельмы — внутренние ветви брюшных ножек мокрицы

Зоотельма (от др.-греч. ζῷον — «живое существо», «животное» + τέλμα, ατός — «стоячая вода», «болото») — небольшой водоём, расположенный на животном и образующий среду обитания для других, в основном микроскопических существ. Как и в случае с фитотельматами, представляющими собой небольшие водоёмы в полостях растений, образуется биоценоз водных организмов, виды которых обычно встречаются только в этой среде обитания.
Хорошо изученным примером зоотельмы являются жабры мокриц, которые расположены в брюшной полости и всегда снабжаются водой. Здесь возникла особая фауна жабер, которая может состоять из нематод (Nematoda) рода Matthesonema, коловраток рода Mniobia и различных свободно плавающих или неподвижных инфузорий, например рода Ballodora. Предки этих животных происходят частично из моря и частично из почвы наземных мест обитания. Они специализировались на образе жизни в жабрах мокриц. Во время линьки животных-хозяев они покидают сброшенную кутикулу жаберного пространства и вплывают в новообразованное жаберное пространство.
Другим примером зоотельмы является слюна пенниц, в которой живут инфузории.

## Literatur
- L. Varga: Ein interessanter Biotop der Biocönose von Wasserorganismen. Biologisches Zentralblatt, 48, 1928, S. 143—162